# Набережник (рід)
Набережник (Calidris) — рід сивкоподібних птахів родини баранцевих (Scolopacidae). Включає два види.

## Види
- Набережник палеарктичний (Actitis hypoleucos)
- Набережник плямистий (Actitis macularia)

## Поширення
Набережник палеарктичний гніздиться в Європі та Азії від Великої Британії до Японії. Набережник плямистий поширений від Аляски до південного узбережжя Гудзонової затоки і звідти до узбережжя Лабрадору.